# Блиньська Греда
Блиньська Греда (хорв. Blinjska Greda) — населений пункт у Хорватії, у Сисацько-Мославинській жупанії у складі громади Суня.

## Населення
Населення за даними перепису 2011 року становило 35 осіб.
Динаміка чисельності населення поселення:

## Клімат
Середня річна температура становить 10,90 °C, середня максимальна – 25,45 °C, а середня мінімальна – -6,22 °C. Середня річна кількість опадів – 947 мм.
| Клімат поселення                              | Клімат поселення | Клімат поселення | Клімат поселення | Клімат поселення | Клімат поселення | Клімат поселення | Клімат поселення | Клімат поселення | Клімат поселення | Клімат поселення | Клімат поселення | Клімат поселення | Клімат поселення |
| Показник                                      | Січ.             | Лют.             | Бер.             | Квіт.            | Трав.            | Черв.            | Лип.             | Серп.            | Вер.             | Жовт.            | Лист.            | Груд.            |                  |
| Середній максимум, °C                         | 6,80             | 8,88             | 13,38            | 17,72            | 22,27            | 25,45            | 24,59            | 23,88            | 20,27            | 15,18            | 9,90             | 5,45             |                  |
| Середня температура, °C                       | 0,28             | 2,38             | 6,88             | 11,22            | 15,77            | 18,95            | 20,61            | 19,89            | 16,29            | 11,20            | 5,92             | 1,45             |                  |
| Середній мінімум, °C                          | −6,22            | −4,13            | 0,38             | 4,72             | 9,26             | 12,45            | 16,62            | 15,90            | 12,30            | 7,22             | 1,92             | −2,53            |                  |
| Норма опадів, мм                              | 59               | 56               | 65               | 77               | 83               | 93               | 85               | 87               | 86               | 88               | 94               | 74               |                  |
| Середньомісячна швидкість вітру, м/с          | 1.70             | 1.90             | 2.30             | 2.20             | 2.00             | 1.90             | 1.80             | 1.70             | 1.70             | 1.70             | 1.80             | 1.80             |                  |
| Середньомісячна сонячна радіація, кДж/м²·день | 4265             | 7037             | 10744            | 15253            | 19437            | 21604            | 22693            | 19714            | 14537            | 9023             | 4783             | 3505             |                  |
| --------------------------------------------- | ---------------- | ---------------- | ---------------- | ---------------- | ---------------- | ---------------- | ---------------- | ---------------- | ---------------- | ---------------- | ---------------- | ---------------- | ---------------- |
| Джерело:                                      |                  |                  |                  |                  |                  |                  |                  |                  |                  |                  |                  |                  |                  |